# Winton Engine Company
Winton Engine Company var en motorproducent i USA, der senere blev opkøbt af General Motors som Winton Engine Corporation og senere Electro-Motive Diesel.
Forløberen for virksomheden var Winton Motor Carriage Company, Cleveland, Ohio, som var en af de tidligste bilproducenter, grundlagt i 1897 med en betydelig markedsandel frem til starten af tyverne. I 1912 var man begyndt at producere stationære og marinemotorer i datterselskabet Winton Engine Company og da bilproduktionen stoppede og moderselskabet lukkede i 1924, fortsatte produktionen i datterselskabet. Winton Engine Company blev opkøbt af General Motors i Juni 1930. 
Virksomheden producerede nogle af tidligste anvendelige to-takts dieselmotorer i 300 til 900 kW klassen, som bl.a. blev anvendt i tidlige dieselelektriske lokomotiver fra Electro-Motive Corporation (senere EMD) og Ubåde fra US Navy. I 1935 blev den del af virksomheden der fremstillede lokomotivmotorer fusioneret med Electro-Motive Corporation, mens den del der fremstillede marinemotorer fortsatte som Cleveland Diesel Engine divisionen af General Motors, der lukkede i 1962.
Winton 201A motoren, som var virksomhedens første to-takts dieselmotor, dannede grundlaget for EMD's senere motorer af typen EMD 567 som bl.a. i Danmark kendes fra MY- og MX lokomotiverne